# Brzozowa Góra (województwo śląskie)
Brzozowa Góra – kolonia w Polsce położona w województwie śląskim, w powiecie częstochowskim, w gminie Lelów.